# Герб Суоярвского района
Герб муниципального образования «Суоярвский район» Республики Карелия является официальным символом Суоярвского района. Герб утверждён Решением Совета депутатов муниципального образования «Суоярвский район» № 440 от 28 сентября 2017 года и внесён в Государственный геральдический регистр Российской Федерации с присвоением регистрационного номера 11621.

## Описание герба
Согласно Положению о гербе муниципального образования «Суоярвский район» нынешний вариант герба выглядит следующим образом:
В зелёном поле под серебряной ельчатой главой две серебряные и соприкасающиеся головами направленные головами вниз рыбы, изогнутые наподобие лирной деки, поверх сближения коих вверху — просечённый посередине ромбообразно в цвет поля золотой вырубной крест, от нижнего конца которого вниз до рыбьих голов отходят пять серебряных нитей. Щит увенчан муниципальной короной установленного образца.
Стороны в геральдике определяются от лица, держащего щит.

## Символика

### Историческая основа
На территории Суоярвского района находится более 1000 озёр и небольших лесных ламбушек. Наиболее крупные озёра: Суоярви, Салонъярви, Гимольское. 489 рек и озёр, в том числе крупные Шуя, Суна, Ирста, Тарасъеки (на гербе — лазурь).

### Описание символов
Две серебряные и соприкасающиеся головами направленные головами вниз рыбы, изогнутые наподобие лирной деки, поверх сближения коих вверх — просеченный посередине ромбообразно в цвет поля золотой вырубной крест, от нижнего конца которого вниз до рыбьих голов отходят пять серебряных нитей — духовная культура богатого озерами лесного карельского края, напоминание о местных рунопевцах, о пребывании в XIX веке на территории современного Суоярвского района многих собирателей фольклора, в том числе Элиаса Лёнрота, создатель знаменитого эпоса «Калевала».
- Золото — цвет солнца.
- Серебро — символ чистоты, искренности, добродетели.
- Зелень (зелёный) и серебряная ельчатая глава — лесные просторы. Олицетворяет цвет возрождения природы каждую весну.

Корона установленного образца — статусный элемент, символизирующий ранг муниципального образования как муниципального района.

## Авторы герба
Герб был разработан и создан авторским коллективом в следующем составе:
- Константин Михайлович Башкиров
- Виктория Валерьевна Карпунина
- Светлана Юрьевна Штейнбах